# Plutothrix recula
Plutothrix recula är en stekelart som beskrevs av Heydon 1997. Plutothrix recula ingår i släktet Plutothrix och familjen puppglanssteklar. Inga underarter finns listade i Catalogue of Life.